# Fernando Previtali
Fernando Previtali (ur. 16 lutego 1907 w Adrii, zm. 1 sierpnia 1985 w Rzymie) – włoski dyrygent.

## Życiorys
Studiował w konserwatorium w Turynie u Pietro Grossiego (wiolonczela), Ulissego Mattheya (fortepian) i Franco Alfano (kompozycja).  W 1928 roku został wiolonczelistą Teatro Regio w Turynie, w latach 1928–1936 był też asystentem Vittorio Guiego jako dyrygent orkiestry Maggio Musicale Fiorentino we Florencji. W latach 1936–1943 i 1945–1953 był pierwszym dyrygentem orkiestry RAI w Rzymie. W latach 1942–1943 i 1946–1948 był dyrygentem mediolańskiej La Scali. Od 1953 do 1973 roku pełnił funkcję wykładowcy i dyrygenta Akademii Muzycznej św. Cecylii w Rzymie. Od 1971 roku był dyrektorem muzycznym Teatro Regio w Turynie, a od 1972 roku Teatro di San Carlo w Neapolu.
Specjalizował się w wykonawstwie włoskiej muzyki współczesnej. Poprowadził prapremiery wielu dzieł takich twórców jak Luigi Dallapiccola, Giorgio Federico Ghedini, Goffredo Petrassi i Nino Rota. Opublikował pracę Guida allo studio della direzione d’orchestra (Rzym 1951). Zajmował się także komponowaniem, napisał m.in. balet Allucinazioni (wyst. Rzym 1945), utwory kameralne i wokalne.